# Deyiş
Deyiş ist bei den Aleviten eine überlieferte Erzählung in Gedicht- und Liedform, die je nach Kontext auch als koşma, deme („Gesagtes“) oder nefes („Atem“) bekannt ist. Gesungene Deyiş gehören zur Tradition der Aşık (Barden).
Unter Kızılbaş-Aleviten werden Deyiş meistens in Form eines Liedes mit Gesang unter der Begleitung der Langhalslaute Bağlama vorgetragen. In Deyiş der Bektaşi-Aleviten kommt neben der Bağlama oftmals auch die Endkantenflöte Ney zum Einsatz. Deyiş geben meistens traditionelle Erzählungen und religiöse Geschichten wieder. Häufige Themen sind dabei die Suche nach Wahrheit und die Trennung von Freunden. 
Deyiş sind in der alevitischen Dichtung meistens vierstrophig, wobei in der letzten Strophe der Name des Poeten genannt wird. Es gibt aber auch zwei- oder dreistrophige Gedichte. Sortiert wird nach der letzten Zeile des Gedichtes, das auch den Titel ergibt.